# 萧摹之
萧摹之（?—?），南蘭陵兰陵县人。宋武帝孝懿皇后蕭文壽堂弟，蕭思話的堂叔。南朝宋外戚。

## 生平
萧摹之任丹阳尹。萧摹之和堂兄北兖州刺史萧源之都很看重同出兰陵萧氏的萧承之。萧摹之死后，追赠征虏将军。

## 家庭

### 祖父
- 蕭亮，字保祚，晋朝侍御史。

### 子
- 蕭斌
- 萧简